# T. J. Helmerich
Todd Helmerich, detto T. J. (...), è un chitarrista statunitense dotato di particolare tecnica solistica.
È famoso per la padronanza della tecnica chiamata tapping a 8 dita e per le sue collaborazioni come ingegnere del suono e in team con l'altro virtuoso chitarrista Brett Garsed